# Sciara acuminata
Espèce
Sciara acuminata est une espèce fossile d'insectes diptères de la famille des Sciaridae.

## Classification
L'espèce Sciara acuminata est décrite en 1937 par le paléontologue français Nicolas Théobald (1903-1981) dans sa thèse,.

### Une collection de l'Oligocène supérieur des Bouches-du-Rhône
L'holotype est un échantillon A8 des collections de l'Institut géologique de Lyon provenant du gypse d'Aix-en-Provence et conservé au Muséum d'histoire naturelle de Marseille. Il y a aussi deux cotypes M4 et M5 de l'institut géologique de Marseille. Ces échantillons sont tous de l'Oligocène supérieur ou Chattien, d'il y a 28 à 23,03 Ma,

### Étymologie
L'épithète spécifique latine acuminata signifie « pointu ».

### Espèce homonyme
Attention, Paleobiology Database en 2023, signale un deuxième taxon de même nom : Sciara acuminata Heer, 1849, dont l'holotype vient de Croatie et de l'étage Serravallien 12,7 à 11,608 Ma.

## Description

### Caractères
Diagnose de Nicolas Théobald en 1937, : 

« Insecte noirâtre, vu de côté. Tête arrondie, œil composé latéral à facettes encore visibles ; antenne filiforme, quinze articles subcarrés visibles. Thorax ovale, dos renflé. Abdomen conique, longuement étiré. Pattes grêles, finement velues, tibias armés de quelques cils apicaux ; Ier article du tarse plus long que les autres. Ailes n'atteignant pas exactement l'extrémité de l'abdomen, teinte brunâtre ; C armée de microtriches, se terminant au sommet ; Sc non visible ; les autres nervures comme dans S. inflata. ».

### Dimensions
La longueur totale est de 4 mm ; la longueur des ailes est de 3 mm.

### Affinités
« Les caractères du g. Sciara sont assez bien exprimés. Cette espèce ressemble beaucoup à S. inflata; mais dans celle-ci, l'abdomen a une forme cylindrique et il est moins contracté vers l'apex. ».

## Biologie
« Ce genre est actuellement répandu dans le monde entier. ...
Les larves des Sciara se développent dans les végétaux en décomposition, quelques-unes dans les bouses de vache. ».

## Galerie
- Espèces sœurs vivantes du genre Sciara.
- Sciara.analis.
- Sciara hemerobioides.
- Sciara hemerobioides - aile.
- Sciara humeralis.
- Sciara militaris.

### Publication originale
- [1937] Nicolas Théobald, « Les insectes fossiles des terrains oligocènes de France 473 p., 17 fig., 7 cartes,13 tables, 29 planches hors texte », Bulletin Mensuel de la Société des Sciences de Nancy et Mémoires de la Société des sciences de Nancy, Imprimerie G. Thomas,‎ 1937, p. 1-473 (ISSN 1155-1119 et 2263-6439, OCLC 786027547). .